# Джованні Марія Буттері

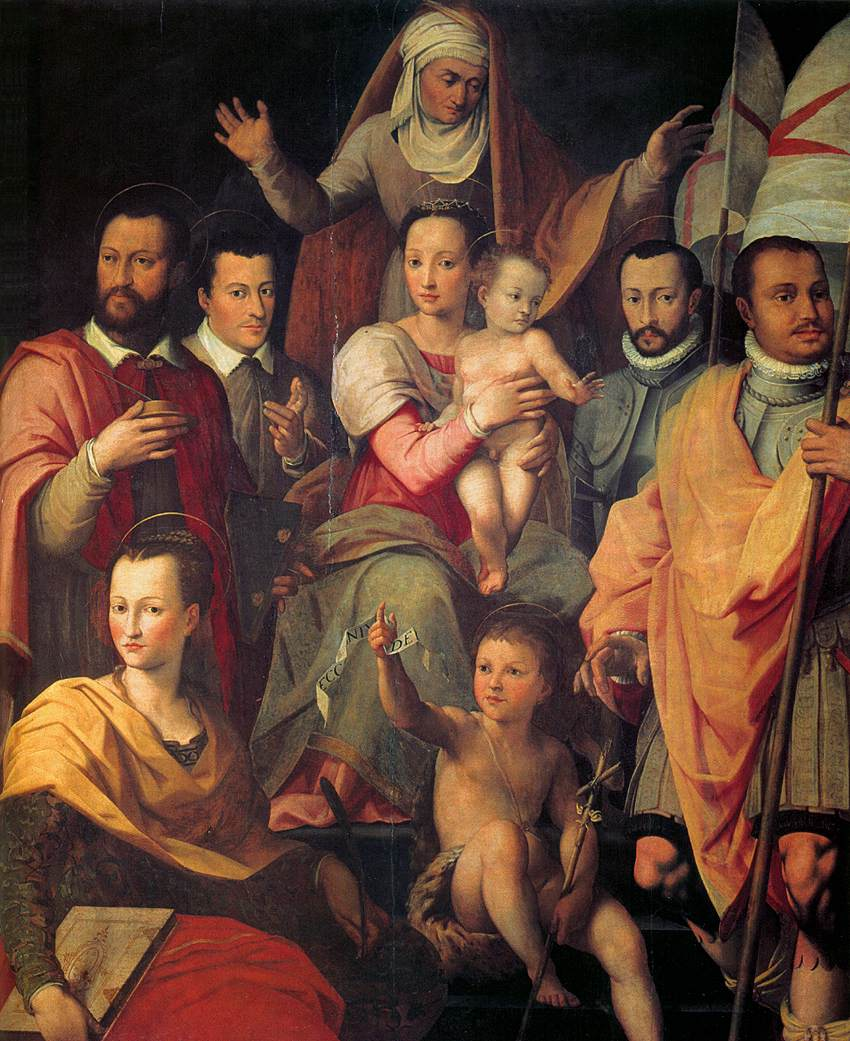
Джованні Марія Буттері. «Медічі як Святе сімейство» (1575)

Джованні Марія Буттері (італ. Giovanni Maria Butteri; 1540—1606), також відомий як Джованмарія Буттері (італ. Giovanmaria Butteri) — італійський художник періоду маньєризму, працював у своїй рідній Флоренції.
Він був учнем Алессандро Аллорі та Франческо Сальвіаті. Брав участь у фресковому оздобленні великого монастиря в соборі Санта-Марія-Новелла. Інші роботи можна знайти в церквах Санта-Моніка та Сан-Барнаба у Флоренції, а також у Громадському музеї в Прато. Він також написав полотно для кабінету Франческо I в Палаццо Веккйо: «Візит принца Франческо I де'Медічі до скляного заводу Бортоло д'Альвізе».

## Основні роботи
- «Покладення до гробу» (італ. Deposizione). Санта-Моніка, Флоренція
- Фрески «Оповіді про Івана Гуальберта» (італ. Storie di san Giovanni Gualberto). Абатство Сан-Мікеле-а-Пассіньяно, Таварнелле-Валь-ді-Пеза
- «Мадонна з немовлям і святими» (італ. Madonna col Bambino e Santi) (1586). Абатство Сан-Сальваторе, Ваяно
- «Бездоганний» (італ. Immacolata) (1590), Церква Сан-П'єтро-а-Меццана, Прато
- «Мадонна зі святим Бенедиктом та іншими святими» (італ. Madonna con San Benedetto e altri santi) (1596), Пістоя
- «Повернення з паліо» (італ. Ritorno dal palio), Національна галерея Ірландії
- «Мадонна з немовлям й Іваном Хрестителем» (італ. Madonna con Bambino e san Giovannino). Приватна колекція, Лондон і Неаполь
- «Портрет молодої жінки» (італ. Ritratto di giovane donna). Приватна колекція, Турин
- «Христос і самарянка біля криниці» (італ. Cristo e la Samaritana al pozzo). Приватна колекція, Ломбардія